# Socjologia marksistowska
Socjologia marksistowska to kierunek w socjologii, oparty na materialistycznym pojmowaniu dziejów. Punktem wyjścia socjologii marksistowskiej jest materialistyczne ujęcie problemu wzajemnego związku między bytem społecznym a świadomością społeczną, materialnymi a duchowymi zjawiskami społecznymi, ekonomiką a ideologią itp.

## Wschód i Zachód
W socjologii marksistowskiej istnieje podział na marksizm zachodni (teorie rozwinięte w Zachodniej Europie i Stanach Zjednoczonych) i marksizm komunistyczny (teorie rozwinięte w krajach socjalistycznych, jak Związek Radziecki i Chiny). W bloku wschodnim socjologia nie cieszyła się dużym prestiżem i uważano ją za „naukę burżuazyjną”. W krajach post-komunistycznych teorie marksistowskie znacznie straciły na popularności, na skutek odwrócenie się środowisk naukowych od okresu, gdy państwo faworyzowało marksizm ponad innymi dyscyplinami.

## Miejsce socjologii w systemie marksizmu
Giennadij Osipow sformułował przedmiot socjologii marksistowskiej w następujący sposób:

Socjologia marksistowska jest nauką o prawidłowościach powstawania, rozwoju i zmian formacji społeczno-ekonomicznych, o prawidłowościach, których przejawami są różne konkretne zjawiska (materialne i duchowe), procesy i czynniki społeczne.

Jest ona związana z teorią konfliktu, i koncentruje się na empirycznym badaniu społeczeństw, ze szczególnym uwzględnieniem konfliktów, marksistowskiej teorii klas.
Filozofia marksistowsko-leninowska w ZSRR często utożsamiała socjologię marksistowską z materializmem historycznym , czego przykładem może służyć, zdaniem Drobiżewej, określenie przedmiotu socjologii w pracy zbiorowej pod redakcją Giennadija Osipowa:

Przedmiotem socjologii jest badanie formacji społecznych, następujących po sobie w procesie rozwoju historycznego, badanie prawidłowości społeczecznych — prawidłowości powstawania i rozwoju stosunków społecznych między ludźmi, różnych form ich wzajemnego oddziaływania społecznego.

W latach 70. XX wieku radzieccy przedstawiciele naukowego komunizmu oskarżali socjologów o to, że wyrzekli się zasad marksizmu i propagują naukę burżuazyjną . Propaganda w ZSRR głosiła, że w epoce współczesnej, kiedy kapitalizm dobiega kresu swego istnienia, strach przed prawami historii, skazującymi kapitalizm na zagładę, popycha socjologów burżuazyjnych do wyrzeczenia się idei prawidłowości historycznej w ogóle. Podczas gdy materializm historyczny odkrywa obiektywne prawa rozwoju społecznego, wskazuje sposoby ich poznania i wykorzystania w interesie społeczeństwa, socjologia burżuazyjna bądź stara się wszelkimi sposobami udowodnić, że nie ma żadnej prawidłowości historycznej, bądź też usiłuje wypaczyć treść praw społecznych. Ideologiczną odpowiedzią na „burżuazyjną naukę" socjologii stał się m.in. przedmiot szkolny "wiedza o społeczeństwie", wprowadzony do starszych klas radzieckich szkół średnich w latach sześćdziesiątych XX w.
Za czasów ZSRR badania socjologiczne miały charakter wyrywkowy. Pod wpływem sytuacji, jaka wytworzyła się w okresie kultu jednostki, myśl naukowa kierowała się z reguły nie na konkretne badania socjologiczne, lecz na operowanie ogólnymi pojęciami, które, jakkolwiek same przez się słuszne, były jednak oderwane od życia i traciły nieraz praktyczne znaczenie, przekształcały się właśnie w utarczki słowne z pretensjami do komunistycznej pryncypialności.